# Poświętna Górka
Poświętna Górka – niewielkie wzniesienie na południowym skraju Sieradza u zbiegu ulic: Krakowskiego Przedmieścia, Józefa Oxińskiego, Spacerowej, Krasawnej i Browarku.
Nazwa "Poświętna" nasuwa przypuszczenie, iż w czasach przedchrześcijańskich mogło tu istnieć miejsce kultu pogańskiego. Prowadzone w latach 60. i 70. badania archeologiczne dowiodły, iż teren ten był już zasiedlony na początku naszej ery. W 1961 r. odkryto tu ślady osadnicze w postaci ceramiki datowanej na późny okres lateński i wczesny okres wpływów rzymskich (125 p.n.e.–178/180 n.e.). W 1965 r. odkryto tu resztki chaty wczesnośredniowiecznej, a w niej duże ilości ceramiki, m.in. fragment dna ze znakiem garncarskim. Prowadząca badania Janina Kamińska z Łodzi przypuszcza, że mogła tu być osada podmiejska lub komora celna. Odkryto tu też ślady osadnictwa nowożytnego w postaci ceramiki, szkła, monetę z 1626 r., a nawet fragmenty wodociągu drewnianego z przełomu XVII/XVIII w.
Najprawdopodobniej już w XIII w. postawiono tu drewniany kościół św. Mikołaja, rozebrany w czasach wojen napoleońskich, wokół którego istniał cmentarz. Kościół ten stał na miejscu neogotyckiej kapliczki św. Kajetana fundowanej pod koniec XIX w. przez Kajetana Trąbczyńskiego – właściciela istniejącego tutaj od 1876 r. browaru. Wspomniany Kajetan Trąbczyński w latach 70. XIX w. wzniósł tutaj neobarokowy pałac, który następnie przeszedł na własność kolejno: Danielewiczów i Andrzejewskich. W 1915 r. pałac ten był siedzibą sztabu wojsk pruskich gen. Woyrscha. W czasie okupacji hitlerowskiej rezydował tu z rodziną dowódca podsieradzkiego poligonu wojsk pancernych. W przeddzień ewakuacji z Sieradza (22 stycznia 1945) Niemcy spalili ten zabytek. Obecnie teren Poświętnej Górki zajmują: Sieradzkie Zakłady Przemysłu Owocowo-Warzywnego "Winekta" i Ośrodek Szkolno-Wychowawczy im. Janusza Korczaka.